# Stana, Sălaj
Stana (în maghiară Sztána sau Esztána) este un sat în comuna Almașu din județul Sălaj, Transilvania, România.

## Obiective turistice
- Biserica reformată, monument istoric construit în 1640 (cod LMI SJ-II-m-A-05115)
- Cetatea Ciorii (în maghiară Varjúvár) casa arhitectului Károly Kós cu motivele arhitecturii populare.

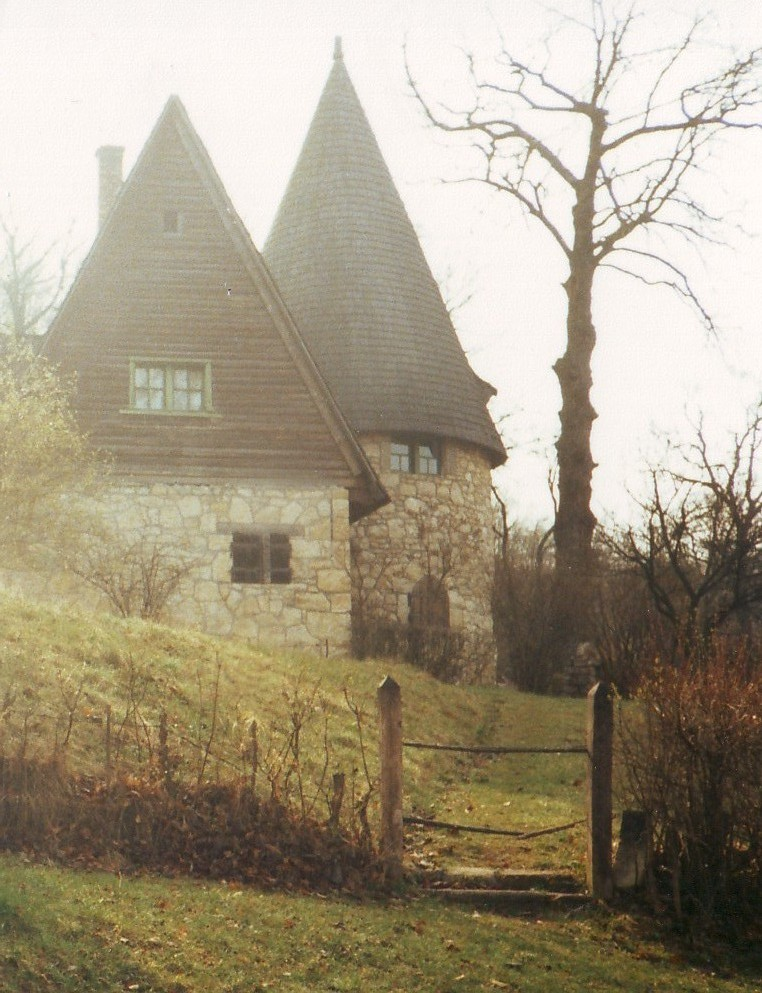
Varjúvár